# Glappa
Glappa was de tweede koning van Bernicia van 559 tot 560. Er is weinig bekend over het leven en de regering van Glappa. Er bestaan meningsverschillen over de rangschikking en de regeringsjaren van de koningen tussen de dood van Ida (559) en het begin van de heerschappij van Æthelfrith (592/593). Glappa wordt niet genoemd als zoon zijn voorganger, Ida, maar verschijnt in regeringslijsten als Ida's opvolger, die een jaar regeert.